# Jardín Botánico de Inverewe

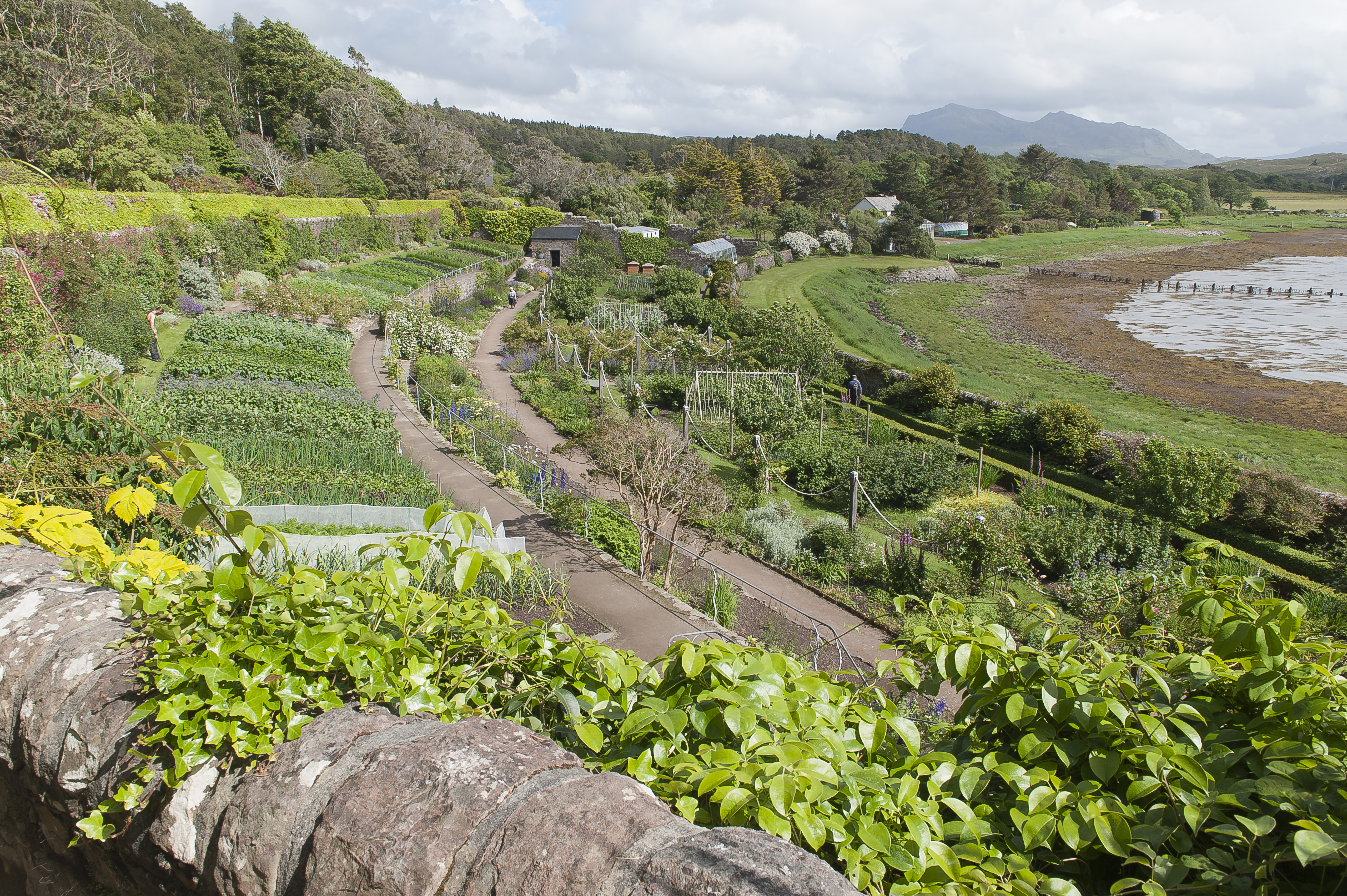
Inverewe Gardens

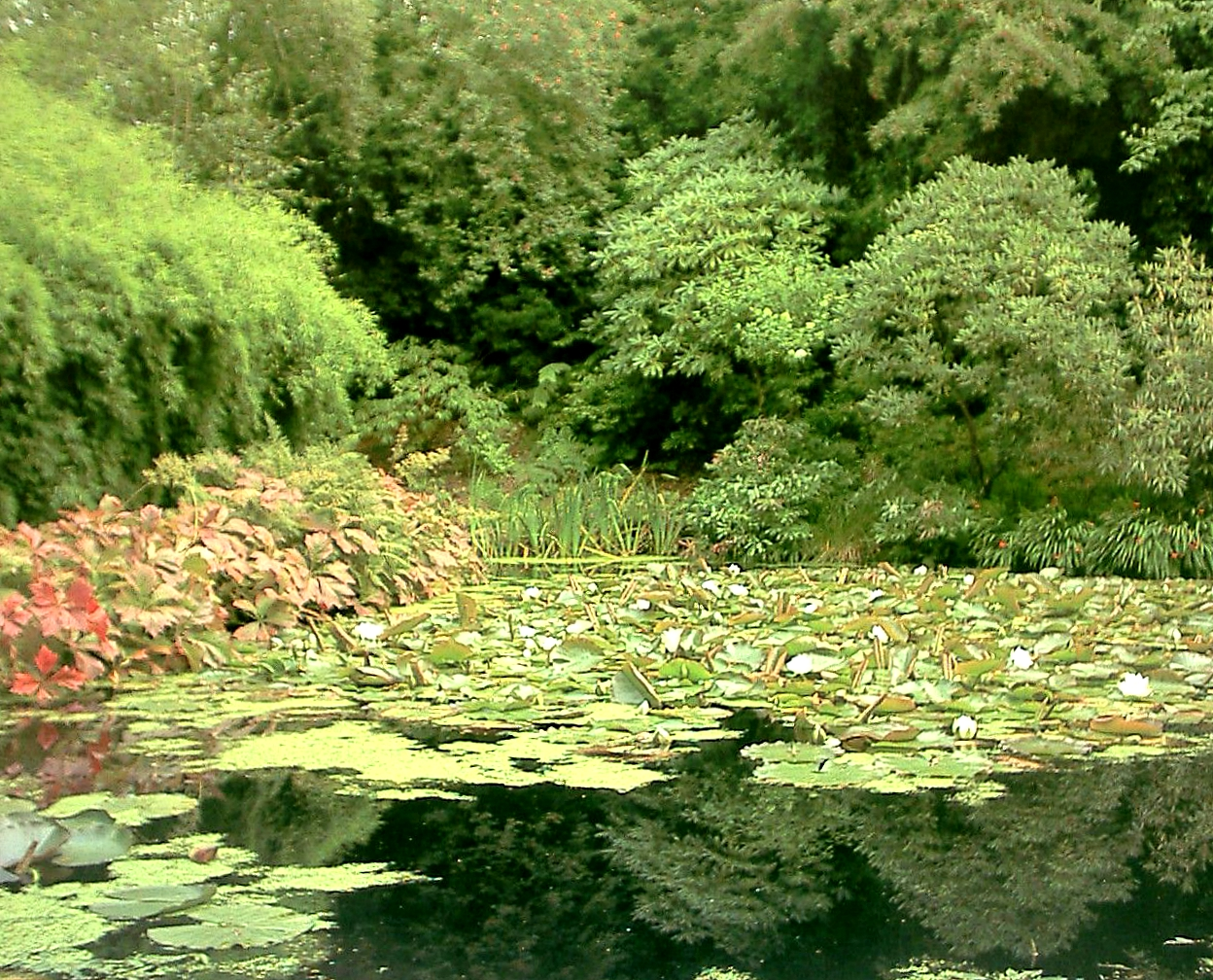
Un estanque en Inverewe.

Inverewe, en inglés Inverewe Garden, o en gaélico Garradh Inbhir Iu, es uno de los jardines botánicos situado a latitudes más nórdicas del mundo. Debido a su situación privilegiada en la costa noroeste de Escocia, donde recibe directamente la corriente del Golfo en el jardín se crea el micro clima adecuado para poder albergar una amplia variedad de plantas atípicas de esa latitud. Sobre todo en los meses de verano, cuando los cientos de especies en flor producen una explosión de color. 

## Localización
Se encuentra en el pequeño pueblo de Inverewe, cerca de Poolewe, en el condado de Ross-shire (Escocia). 
Inverewe a una latitud de 57,8 grados se encuentra tan al norte como la bahía de Hudson en Canadá o el sur de Noruega, sin embargo gracias a la influencia de la corriente cálida del golfo que baña estas costas se mantiene en esta zona una temperatura suave constante todo el año. Así la temperatura mínima jamás medida fue de -14 °C, mientras que la máxima fue de 29 °C.

## Historia
El fundador de los jardines de Inverewe fue el escocés Osgood Mackenzie. Cuando compró la propiedad de unas 20 hectáreas era una colina rocosa con un solo árbol. Su nombre original en gaélico era Am Ploc Ard, ("Terrón Alto"). El terreno, totalmente desnudo de vegetación, da directamente al mar, en la desembocadura del río Ewe, por lo que está totalmente expuesto a las tormentas que entran desde el Atlántico. 
Osgood Mackenzie comenzó a plantar pinos escoceses y escandinavos alrededor de la finca para que actuaran como cortavientos contra las inclemencias del tiempo. Y, además, importó ingentes cantidades de tierra, incluso desde Irlanda, para mejorar el suelo nativo que consistía en grava y rocas sobre una delgada capa de turba ácida.
Poco a poco se fue poblando el terreno con plantas procedentes tanto del hemisferio norte como del sur. Puso especial interés en el jardín amurallado, una antigua porción de playa que fue rodeada de muros de piedra, donde se cultivaron plantas de utilidad económica.
Cuando Osgood Mackenzie murió en 1922, el jardín pasó a propiedad de su hija Mairi Sawyer. Ella, junto a su segundo marido, construyeron en 1935 la actual casa Inverewe House, aunque la original fuera destruida por un fuego poco después de su construcción. Poco antes de su muerte en el año 1953 Mairi Sawyer dispuso que el jardín pasara a propiedad de la National Trust for Scotland, quien es su propietario en la actualidad.
La decisión, en 2008, del National Trust for Scotland de cerrar el jardín durante las noches de verano y posiblemente durante todo el invierno y cancelar las entradas gratuitas para los residentes locales provocó bastantes controversias y promovió una campaña en contra de los cambios.
El enclave, originalmente apartado y remoto dentro de Escocia, se ha convertido en un lugar de destino de excursiones turísticas al que acuden cada año una media de 200.000 visitantes.

## Colecciones
Este jardín botánico alberga 50000 plantas de alrededor de 4000 especies diferentes.
Las plantas que aquí se encuentran proceden sobre todo de Australia, Tasmania, Nueva Zelanda, China, Japón, Himalaya, así como de América del Sur y América del Norte.
Especialmente interesantes son las colecciones de :
- Rhododendron
- Brachyglottis
- Meconopsis
- Olearia
- Ourisia
- Eucalyptus, varios árboles distribuidos por todo el jardín.